# Hipoxantina
Hipoxantina é uma purina que ocorrem naturalmente derivados. É ocasionalmente encontrado como um constituinte de ácidos nucléicos em que está presente no anticódon do tRNA na forma de seu nucleosídeo inosina. É também conhecida como 6-Hydroxypurine. Hipoxantina é um aditivo necessário em determinadas células, bactérias e culturas de parasitas como substrato e fonte de nitrogênio. Por exemplo, é geralmente um reagente exigido em culturas de parasita da malária Plasmodium falciparum já que exige uma fonte de hipoxantina para a síntese de ácidos nucléicos e metabolismo energético.

## Reações
É um dos produtos da ação da xantina oxidase sobre a xantina, embora mais geral de degradação das purinas, hipoxantina é formado a partir de redução de xantina pela oxidorredutase xantina. 
Hipoxantina-guanina fosforibosiltransferase converte hipoxantina em IMP no salvamento de nucleótidos. 
Hipoxantina é também um produto desaminação espontânea de adenina. Por causa de sua semelhança com a guanina, a desaminação espontânea de adenina pode levar a um erro na transcrição do DNA e replicação.

Adenina.
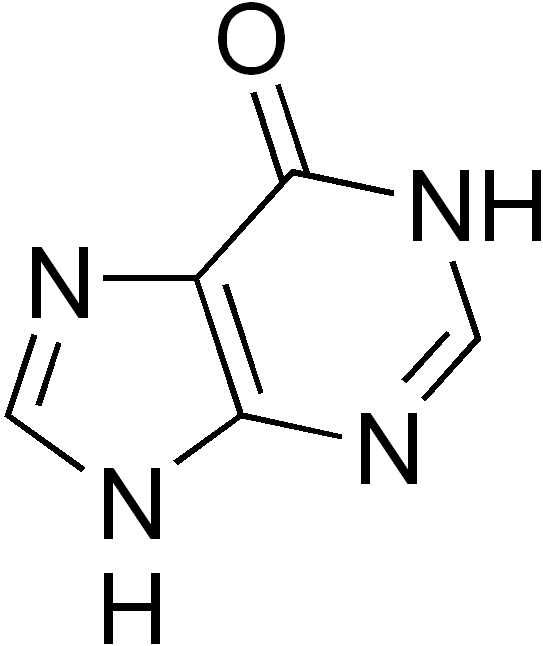
Hipoxantina.